# Hylaeus

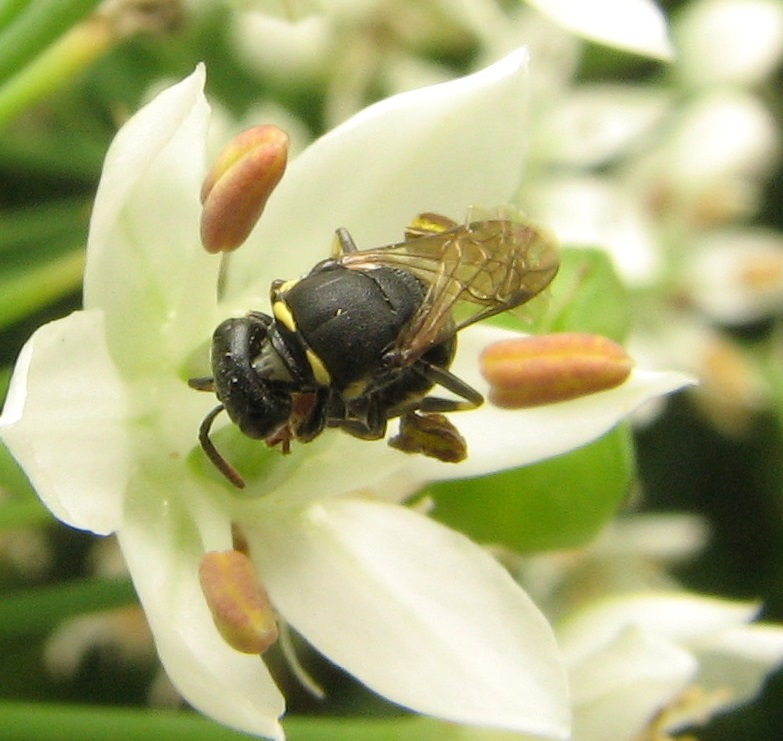
Hylaeus en flor de Allium

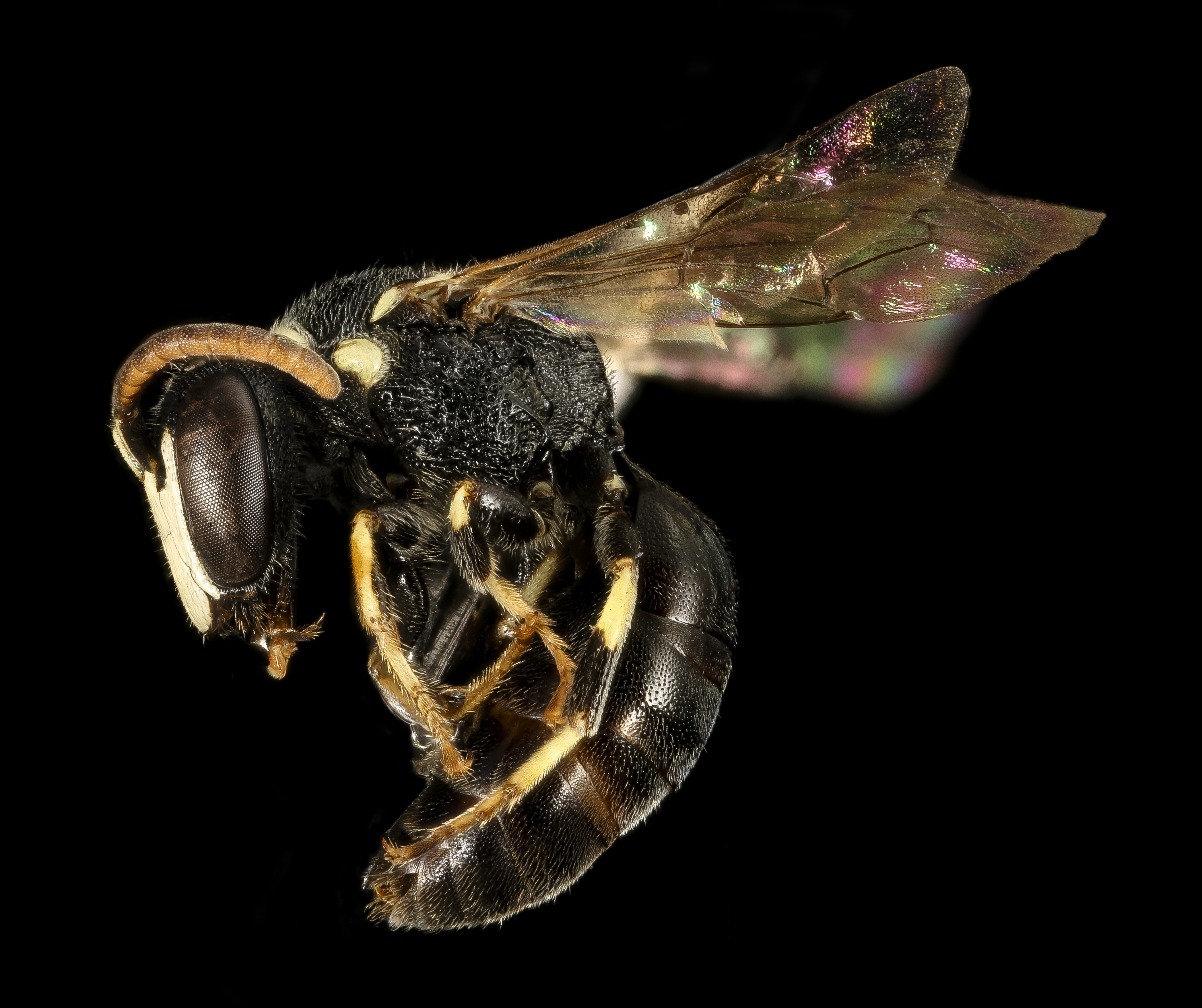
Hylaeus leptocephalus

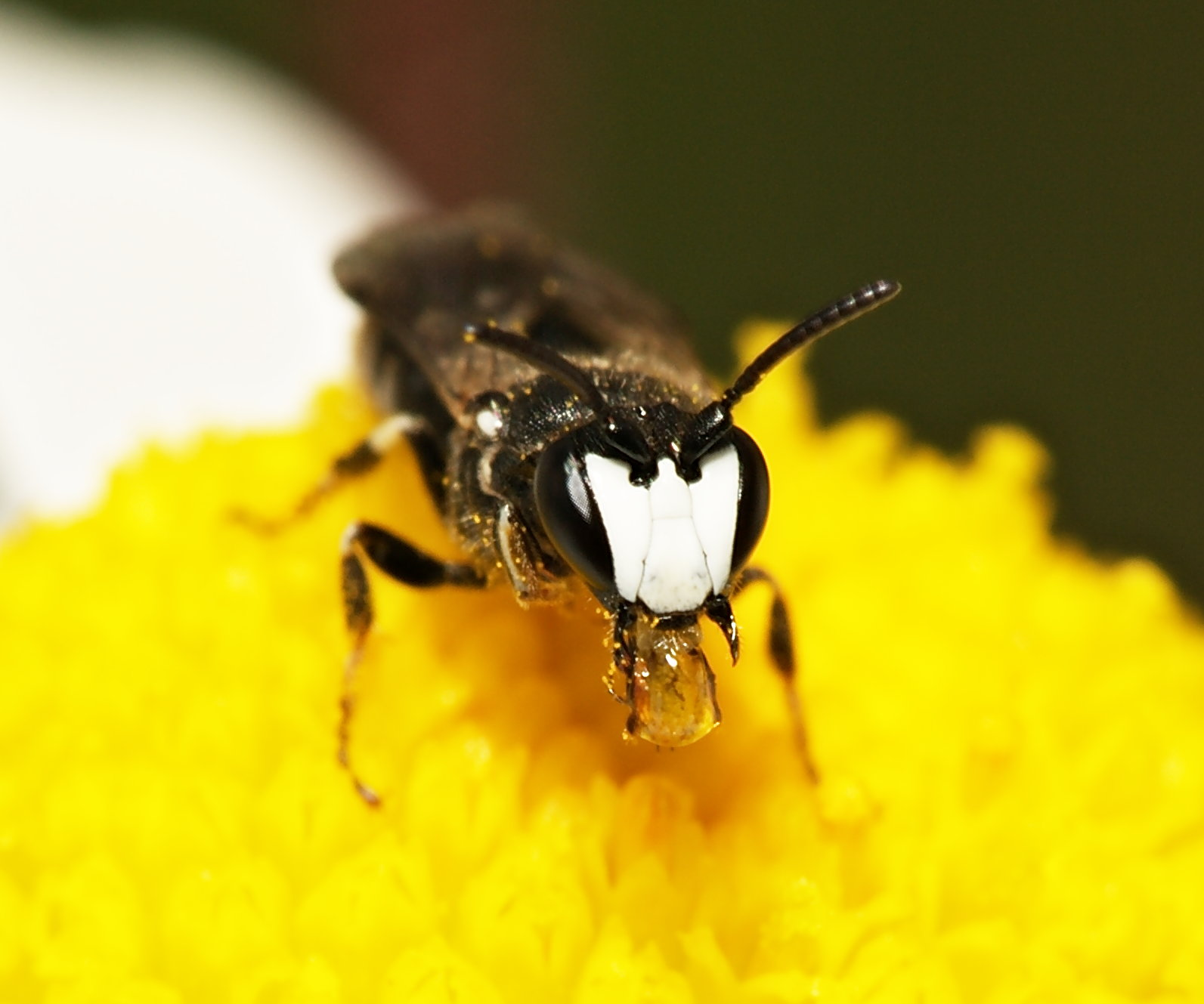
Macho H. nigritus

Hylaeus es un género numeroso (>700 especies), diverso y cosmopolita de abejas en la familia Colletidae.

## Descripción
La mayoría son pequeñas, entre 4 y 7 mm o aun más chicas. Son negras, con blanco o amarillo y con aspecto de avispas. Carecen de escopa, lo cual es poco común entre las abejas; esto contribuye a darles apariencia de avispas. No tienen colores metálicos. Los machos suelen tener una mancha blanca o amarilla en el rostro más grande que la de las hembras.

## Ciclo vital
Hacen sus nidos en los tallos secos, huecos de plantas, nidos abandonados de otras abejas, túneles de lombrices o en cavidades naturales similares, en vez de excavarlos como hacen muchas otras abejas. Forran el nido con material impermeable que se parece al celofán o plástico y que no se disuelve, aun con materiales químicos fuertes. Además usan una sustancia segregada por sus mandíbulas para proteger el nido contra hongos y bacterias.
Las hembras de Hylaeus transportan el polen en el buche, en vez de en su exterior, y lo regurgitan en la celdilla del nido donde la larva lo usa como alimento. La masa suele ser líquida o semilíquida.

## Distribución
Hay bastante diversidad de Hylaeus en Hawái (aproximadamente 60 especies). Son las únicas abejas consideradas nativas de Hawái y la mayoría son endémicas de las islas. Hay más especies de Hylaeus en Hawái que en todos los Estados Unidos. Muchas de las especies están consideradas en peligro o aun posiblemente extintas. Por ejemplo la última vez que H. finitimus fue colectado hace cien años y solo fue visto en la isla de Kauai.
En años recientes se han encontrado y descrito varias especies de Hylaeus en Hawái. En octubre de 2016 el Servicio de Pesca y Vida Silvestre de los Estados Unidos declaró oficialmente a siete especies de Hylaeus como especies en peligro, las primeras especies de abejas en ser puestas en esta lista.

## Algunas especies
- Hylaeus agilis (Smith, 1876)
- Hylaeus alcyoneus (Erichson, 1842)
- Hylaeus anthracinus (Smith, 1853)
- Hylaeus assimulans (Perkins, 1899)
- Hylaeus facilis (Smith, 1879)
- Hylaeus globuliferus (Cockerell, 1929)
- Hylaeus hilaris (Smith, 1879)
- Hylaeus krombeini Snelling, 1980
- Hylaeus kuakea Magnacca & Daly, 2003
- Hylaeus longiceps (Perkins, 1899)
- Hylaeus mana Magnacca & Daly, 2003
- Hylaeus nigritus (Fabricius, 1798)
- Hylaeus punctatus (Brullé, 1832)
- Hylaeus sanguinipictus (Cockerell, 1914)
- Hylaeus sedens Snelling, 1980
- Hylaeus signatus (Panzer, 1798)